# Juan Zorrilla
Juan Bautista Zorrilla Castellano (* 26. Juli 1975) ist ein ehemaliger paraguayischer Fußballschiedsrichterassistent.
Von 2013 bis 2020 stand Zorrilla auf der Liste der FIFA-Schiedsrichter und war an der Spielleitung internationaler Fußballspiele beteiligt.
Als Assistent von Enrique Cáceres wurde Zorrilla zusammen mit Eduardo Cardozo für die Weltmeisterschaft 2018 in Russland nominiert; das Schiedsrichtergespann leitete zwei WM-Spiele.
Zudem war Zorrilla unter anderem Schiedsrichterassistent bei der Klub-Weltmeisterschaft 2016 in Japan, bei der U-17-Weltmeisterschaft 2015 in Chile und der U-17-Weltmeisterschaft 2017 in Indien, in der südamerikanischen WM-Qualifikation sowie bei diversen Qualifikations- und Freundschaftsspielen.